# Leopoldo Nuti
Leopoldo Nuti (* 1958 in Siena) ist ein italienischer Politikwissenschaftler.

## Leben
Nuti studierte zunächst Politikwissenschaften an der Universität Florenz, später Internationale Beziehungen an der George Washington University in Washington, D.C. Er promovierte dann zur Geschichte der Internationalen Beziehungen in Rom.
Nuti war u. a. Fulbright-Student (1984/85), NATO Research Fellow (1988), Jean Monnet Fellow am Europäischen Hochschulinstitut in Florenz (1989/90), Research Fellow am Center for Science and International Affairs (CSIA) der Harvard Kennedy School in Cambridge, Massachusetts (1990/91), Research Fellow für das Nuclear History Program und Senior Research Fellow am Norwegian Nobel Institute in Oslo (2002, 2007), Visiting Professor am Institut d’études politiques de Paris (2004) und Public Policy Scholar am Woodrow Wilson International Center for Scholars in Washington, D.C. (2013). Am Woodrow Wilson International Center for Scholars übernahm er die Co-Leitung des Nuclear Proliferation International History Project (NPIHP), welches von 2013 bis 2017 läuft.
Von 1992 bis 1996 war er an der Universität Catania tätig, bis er 1996 an die Universität Rom III kam und schließlich Professor für die Geschichte der Internationalen Beziehungen und Koordinator der International Studies Section der Doctoral School in Political Science wurde. Seit 2006 ist er zudem Leiter des Machiavelli Center for Cold War Studies (CIMA).
Er ist u. a. Mitglied der Society for Historians of American Foreign Relations und des Academic Council on the United Nations System.

## Schriften (Auswahl)
- La sfida nucleare (2007)
- Europe and the End of the Cold War (hrsg. mit Frédéric Bozo, Marie-Pierre Rey, N. Piers Ludlow, 2008)
- The Crisis of Détente in Europe (hrsg., 2009)
- The Euromissile Crisis and the End of the Cold War (hrsg. mit Frédéric Bozo, Marie-Pierre Rey, Bernd Rother, 2015)